# سعد بن زيد مناة
سعد بن زيد مناة بن تميم، شاعر وفارس جاهلي قديم، ولد سنة 360 ميلادية أي 270 قبل الهجرة. 
كان ذا سيادة وشرف في قومه، وقد تولَّى شؤون سوق عُكاظ بعد عامر بن الظرب العدواني.
فيه قالت النَّوار زوجة أخيه مالك:
وذهب قولها مثلًا عند العرب. 

رُوي أن جُندبَ بن العنبر عابَ على سعد قعودَه عن ركوب الخيل، ووصَفَه بالجبان، فتنبَّأ سعد أنه سيفرِّج عنه كُربةً ذات يوم. وزعم الرواة أن أمةً من تميم أسَرَت جُندبًا فمرَّ به سعد فاستغاثه جندبٌ، فقال له سعد: "إن الجبان لا يُغيث"، فقال جندب: 
فأقبل عليه سعد وفكَّ أسره. 
توفي سنة 450م، أي قبل 177 سنة من الهجرة النبوية.

## زوجاته وذريته
تُنَسب إليه قبائل بنو سعد التميمية والتي تعد من أكبر وأشهر قبائل العرب وفيهم المثل المشهور في كل وادٍ بنو سعد وأما زوجاته وذريته:
- تنهاة بنت الحارث بن تميم، ولدت له: كعب بن سعد، والحارث بن سعد، وعوافة بن سعد.
- الورثة بنت جُشَم من تغلب، ولدت له: جشم بن سعد.
- الصدوف بنت الأحمر من كنانة، ولدت له: عبشمس بن سعد.
- رُهم بنت الخَزرَج من بني كلب بن وَبْرة، ولدت له: مالك بن سعد، وعوف بن سعد.
- الناقمية من ربيعة، وولدت له: هُبيرة بن سعد، ونجدة بن سعد.

وقيل: لسعد ثلاث زوجات هنَّ: أم صعصعة أبي عامر من بني (تغلب)، ورُهم بنت الخَزرَج من بني (كلب)، وسلمى بنت مالك بن غَنم من بني (أسد).